# Kosmos 668
O Kosmos 668 (em russo: Космос 558), também chamado de DS-P1-Yu Nº 71, foi um satélite artificial soviético lançado em 25 de julho de 1974 através de um foguete Kosmos-2I a partir do Cosmódromo de Plesetsk.

## Características
O Kosmos 668 foi o septuagésimo primeiro membro da série de satélites DS-P1-Yu e o sexagésimo quarto lançado com sucesso após o fracasso dos lançamentos do segundo, do vigésimo terceiro, do trigésimo segundo, do quadragésimo, do quadragésimo quarto, do quinquagésimo quarto e do septuagésimo membros da série. Sua missão era auxiliar sistemas antissatélites e antimíssil soviéticos.
O Kosmos 668 foi injetado em uma órbita inicial de 519 km de apogeu e 281 km de perigeu, com uma inclinação orbital de 71 graus e um período de 92,2 minutos. Reentrou na atmosfera terrestre em 21 de fevereiro de 1975.